# Karuppu Samy

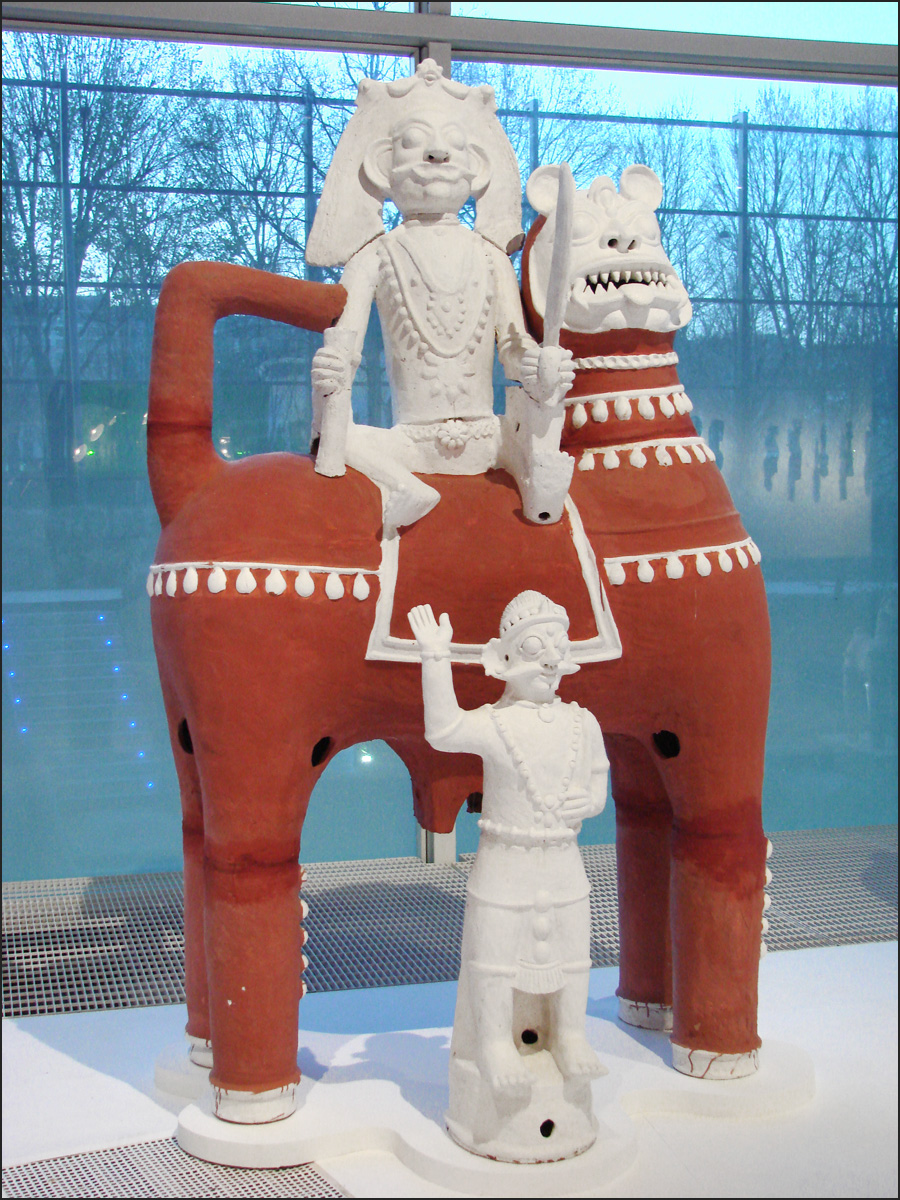
Karuppu Samy

Karuppu Samy es una de las deidades hindúes masculinas regionales que es popular entre los grupos rurales del sur de India, especialmente en el estado de Tamil Nadu y partes de Kerala. Es uno de los 21 deidades folclóricas asociadas de Ayyanar, siendo uno de los llamados  Kaval Deivams de los tamiles. Su morada es la Tierra, sus armas son aruval y sangili, su transporte es un caballo, y su consorte es Karuppayi.